# Wassili Pawlowitsch Subow
Wassili Pawlowitsch Subow (russisch Васи́лий Па́влович Зу́бов, wiss. Transliteration Vasilij Pavlovič Zubov, meist als Vassili Pavlovich Zoubov; * 19. Julijul. / 1. August 1900greg. in Alexandrow; † 8. April 1963 in Moskau) war ein russischer und sowjetischer Philosoph, Kunst-, Mathematik- und Wissenschaftshistoriker.

## Leben
Wassili Subow wurde als Sohn des Chemikers, Musikers, bedeutenden Numismatikers (die Sammlung gehört heute dem Moskauer Historischen Museum), Mäzens und Philanthropen Pawel Wassiljewitsch Subow (1862–1921) geboren. Dessen Vater, ebenfalls mit Namen Wassili Pawlowitsch Subow, war unter anderem Nachfolger Nikolai Rubinsteins als Präsident der Moskauer Abteilung der Russischen Musikgesellschaft. Beide Eltern von Subow gehörten zum russischen Adel. 
Im Jahr 1918 immatrikulierte Subow an der Staatlichen Universität Moskau, musste aber bald darauf seinen Truppendienst in der Roten Armee ableisten. Erst im Jahr 1920 konnte er an die Universität zurückkehren. 1922 beendete er sein Studium und wurde, bis zu deren Schließung im Jahr 1929, Mitarbeiter der Staatlichen Akademie der künstlerischen Wissenschaften (Государственной академии художественных наук (ГАХН)). In den darauffolgenden Jahren arbeitete er für verschiedene Institutionen. Von 1935 bis 1945 arbeitete er an der Akademie für Architektur und promovierte im Jahr 1946 über „Die Architekturtheorie von Alberti“. Ab 1946 war er Wissenschaftler am Institut für Geschichte von Wissenschaft und Technik der Sowjetischen Akademie der Wissenschaften.
Wassili Subow lebte wie seine Vorfahren in einem Haus in der Moskauer Bolschaja-Alexejewskaja-Straße (in der sowjetischen Periode Bolschaja Kommunistitscheskaja) unweit des Taganskaja-Platzes. Nach seinem Tod im April 1963 wurde er auf dem Moskauer Wwedenskoje-Friedhof begraben.

## Forschung und Ehrungen
Subow forschte zur Entwicklung der Geistesgeschichte im Mittelalter und in der frühen Neuzeit. Dabei interessierte er sich insbesondere für das Verhältnis von Sprache und Erkenntnis und für das Verhältnis von Mathematik und mittelalterlichem Denken. So gab er eine kommentierte Ausgabe eines Arithmetik-Buches (Lehre von den Zahlen, Учение о числах, vollständiger Titel Uchenie im zha vedati cheloveku chisla vsekh let, 1136) von Kirik von Nowgorod (1110 – um 1156) heraus, des ersten bekannten russischen mathematischen Textes. Daneben übertrug er verschiedene historische Texte erstmals in die russische Sprache, darunter 1958 den Tractatus de configurationibus qualitatum et motuum von Nikolaus von Oresme. In diesem Werk hatte der Naturphilosoph Oresme um 1370 die Äquivalenz (in Bezug auf die zurückgelegte Strecke) einer gleichförmigen Bewegung mittlerer Geschwindigkeit mit einer gleichförmig-ungleichförmigen (das heißt gleichmäßig beschleunigten) Bewegung nachgewiesen.
Im Dezember 1963 wurde Subow postum mit der George-Sarton-Medaille ausgezeichnet, dem höchst renommierten Preis für Wissenschaftsgeschichte der von George Sarton und Lawrence Joseph Henderson gegründeten History of Science Society (HSS).
Am Wohnhaus der Familie Subow in der Moskauer Bolschaja-Alexejewskaja-Straße wurde eine Gedenktafel für Wassili Subow sowie seinen Vater Pawel Subow angebracht.
Am 28. Februar 2008 ehrte Marija Wassiljewna Subowa (M. V. Zoubova), Tochter Wassili Subows und Professorin am Moskauer Architektur-Institut, den Wissenschaftler auf dem Internationalen Kolloquium Science de l’art en russie dans les années 1920 des Centre franco-russe de recherche en sciences humaines et sociales de Moscou (CFRM) mit einem Vortrag unter dem Titel: Le concept de «continuum» dans l’œuvre de V. P. Zoubov.

## Veröffentlichungen (Auswahl)
- Ausgabe des Arithmetik-Buches von Kirik von Nowgorod, Istoriko-Matematischeskie Issledowanija, Bd. 6, 1953, S. 174–214 (russisch)
- Academies and the History of Science (gemeinsam mit N. A. Figourovski und Otakar Matousek). In: Isis, 1958, 49: 78
- Beobachtung und Experiment in der antiken Wissenschaft. In: Das Alterum 5, Akademie Verlag, Berlin 1959
- Quelques Observations sur l’Auteur du Traite Anonyme „Utrum alicuius quadrati sit commensurabilis costae ejusdem“. In: Isis, 1959, Bd. 50, S. 130–134
- Jean Buridan et les concepts du point au quatorzième siècle. In: Medieval and Renaissance Studies 5, 1961, S. 63–95 (Herausgeber).
- Nicolas Oresme et la musique. In: Medieval and Renaissance Studies, vol. I, pp. 96–107. Русский перевод опубликован в кн. «История эстетики», т. 1. М., 1962, стр. 309–320
- Etat actuel de l’histoire des sciences en URSS (gemeinsam mit A.T. Grigorian), Almquist & Wiksell, Stockholm Göteborg Uppsala 1962
- Lomonosovs Übersetzung der Wolffschen Experimentalphysik. In: Lomonosov, Schlözer, Pallas: Deutsch-russische Wissenschaftsbeziehungen im 18. Jahrhundert. Hrsg. Eduard Winter u. a., Akademie Verlag, Berlin 1962, S. 42–51

Weitere Bibliographie in der École nationale des chartes